# 保守联合

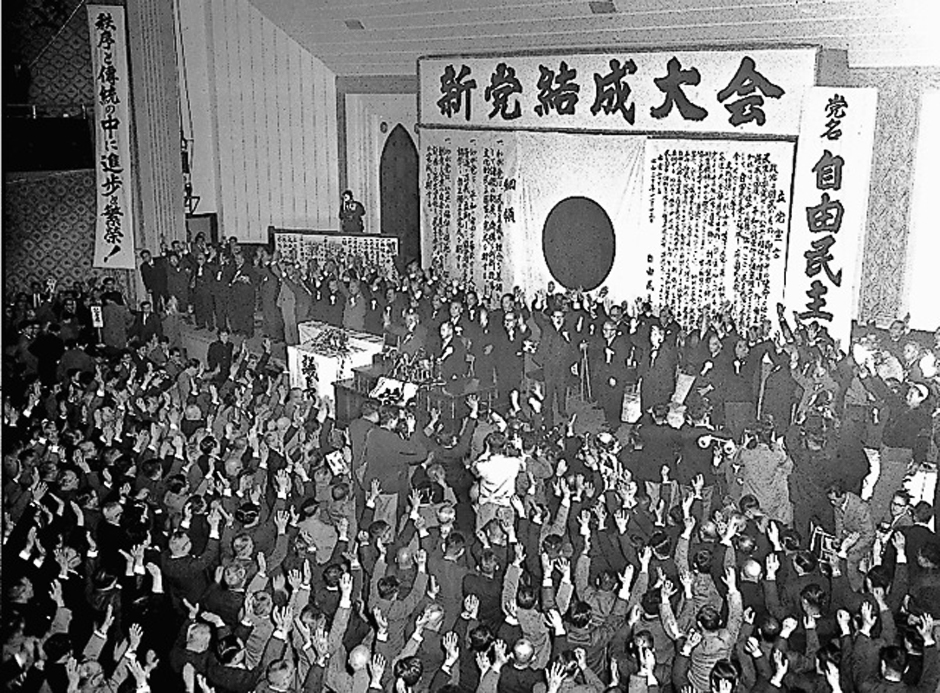
1955年11月15日，在中央大学駿河台講堂举办的自由民主党結党大会；条幅内容为「在秩序与传统中实现进步与繁荣」

保守联合（日语：／）是指1955年11月15日，日本的自由党与日本民主党合并为自由民主党的历史事件。
此前的1955年10月13日，日本社会党已实现统一，史称社会党再統一；保守联合后，使战后日本的保守派和进步派中都各自诞生了主要政党，从此开启了五五年体制。
保守合同后，自民党内部出现保守主流和保守支流。前者为原自由党派系，后者为原民主党派系。保守本流主张经济復興和再建、漸進的再軍備以及親美外交；保守支流主张修改宪法第九条、再军备和民族主义外交。